# Tinzeda eburneata
Tinzeda eburneata är en insektsart som beskrevs av Walker, F. 1869. Tinzeda eburneata ingår i släktet Tinzeda och familjen vårtbitare. Inga underarter finns listade i Catalogue of Life.